# José María Martín de Herrera y de la Iglesia
José María Martín de Herrera y de la Iglesia (ur. 26 sierpnia 1835 w Aldeadávila de la Rivera, zm. 8 grudnia 1922 w Santiago de Compostela) – hiszpański duchowny katolicki, arcybiskup Santiago de Compostela, kardynał.

## Życiorys
Ukończył seminarium w Salamance, gdzie w 1859 uzyskał doktorat z teologii, a w 1861 z prawa kanonicznego. Święcenia kapłańskie otrzymał we wrześniu 1859. Pracował duszpastersko jako wikariusz w parafii św. Benedykta w Salamance, a od 1865 był proboszczem w parafii św. Marcina. W 1871 został dziekanem katedry w León, a od 1875 miał być audytorem Świętej Roty, lecz otrzymał nominację biskupią 5 lipca tegoż roku. Skierowany został na Kubę, gdzie objął metropolię Santiago de Cuba. Sakry udzielił mu kardynał prymas Hiszpanii Juan de la Cruz Ignacio Moreno Maisonave. Na tej samej uroczystości konsekrowany został też biskup León Saturnino Fernández de Castro y de la Cotera. Pełnił funkcję senatora królestwa Hiszpanii, był też członkiem Rady Królewskiej. 14 lutego 1889 przeniesiony na stolicę metropolitalną w Santiago de Compostela, którą zarządzał do śmierci.
Kreowany kardynałem prezbiterem na konsystorzu 19 kwietnia 1897. 24 marca 1898 otrzymał kościół tytularny Santa Maria in Traspontina. Brał udział w konklawe 1903 i 1914 roku. Z powodu choroby i podeszłego wieku nie brał udziału w wyborze Piusa XI. Zmarł w tym samym roku i pochowany został w katedrze metropolitalnej w Santiago de Compostela.